# Ogólnopolski Konkurs Filmów Amatorskich OKFA
Ogólnopolski Konkurs Filmów Amatorskich OKFA – festiwal filmów amatorskich im. prof. Henryka Kluby odbywający się w Koninie. Jego pierwsza edycja miała miejsce się w 1954 roku. Festiwal prezentuje filmy amatorskie polskich twórców, nie dłuższe niż 30 minut.